# Tribunal Suprem de Justícia de l'Uruguai

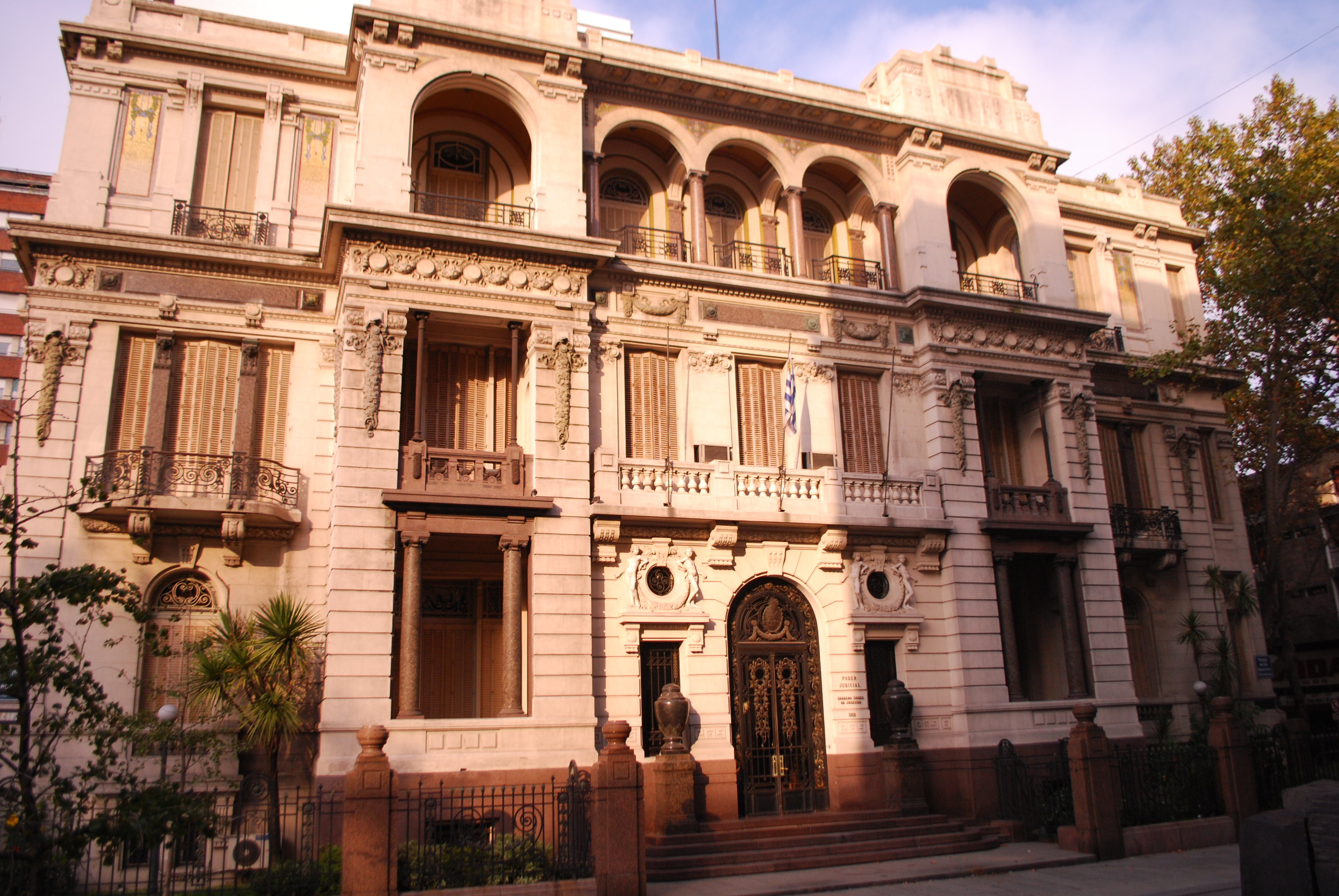
Palau Piria, seu del Tribunal Suprem de Justícia de l'Uruguai.

El Tribunal Suprem de Justícia de l'Uruguai (en castellà, Suprema Corte de Justicia de Uruguay) és l'òrgan judicial màxim de l'Uruguai. El tribunal es compon de cinc membres, que excerceixen el seu càrrec per un període de deu anys, tot i que cessen abans si arriben als setanta anys (edat màxima per ocupar càrrecs judicials a l'Uruguai). Són elegits per l'Assemblea General (Poder Legislatiu), per majoria especial. Tanmateix, si passats noranta dies de produïda una vacant no s'ha fet la designació, queda designat automàticament el magistrat dels Tribunals d'Apel·lacions amb més antiguitat en el seu càrrec.

## Composició
El Tribunal Suprem està conformat actualment per Leslie Van Rompaey (President); Jorge Chediak (magistrat); Daniel Gutiérrez (magistrat); Jorge Larrieux (magistrat); i Jorge Ruibal (magistrat).

## Funcions
Al Tribunal Suprem li correspon: 
- Jutjar tots els infractors de la Constitució, sense cap excepció; té competències sobre delictes contra el dret de gents i causes d'Almirallat; també té competències en qüestions relatives a tractats, pactes i convencions amb altres Estats; li correspon, igualment, conèixer de les causes dels diplomàtics acreditats en la República, en els casos previstos pel Dret internacional.
- Exercir la superintendència directiva, correctiva, consultiva i econòmica sobre els Tribunals, Jutjats i altres dependències del Poder Judicial.
- Formular els projectes de pressuposts del Poder judicial, i remetre'ls, en el seu moment, al Poder executiu perquè aquest els incorpori als projectes de pressupost respectius, acompanyats de les modificacions que estimi pertinents.
- Nomenar els jutges i magistrats de tots els graus i denominacions. En aquests casos, es necessitarà la majoria absoluta del total de components del Tribunal Suprem.
- Nomenar els Defensors d'Ofici permanents i els Jutges de Pau per majoria absoluta del total de components del Tribunal Suprem.
- Nomenar, promoure i destituir per ell mateix, mitjançant el vot afirmatiu de quatre dels seus components, els empleats del Poder Judicial, conforme a allò que disposen els articles 58 a 66, en el que correspongui.
- Declarar la inconstitucionalitat de les lleis.

## Membres de la Suprema Cort de Justícia
| Nom                      | Període   | Nom                       | Període   |
| ------------------------ | --------- | ------------------------- | --------- |
| Carlos Fein              | 1907-1908 | Alberto Sánchez Rogé      | 1965-1973 |
| Domingo González         | 1907-1908 | Edenes A. Mallo           | 1965-1974 |
| Luis Piera               | 1907-1910 | Velarde Cerdeiras         | 1967-1972 |
| Ezequiel Garzón          | 1907-1925 | Álvaro Méndez Modernell   | 1972-1974 |
| Benito Cuñarro           | 1907-1928 | Rómulo Vago               | 1972-1978 |
| Luis Romeu Burgues       | 1908-1925 | Carlos Dubra              | 1972-1981 |
| Julio Bastos             | 1908-1929 | Sabino Dante Sabini       | 1973-1979 |
| Pablo de María           | 1911-1914 | Agustín de Vega           | 1974-1976 |
| Abel Pinto               | 1914-1934 | Francisco José Márcora    | 1974-1978 |
| Ramón Montero Paullier   | 1925-1928 | José Pedro Gatto de Souza | 1976-1984 |
| Miguel V. Martínez       | 1925-1933 | Enrique Frigerio          | 1978-1983 |
| Teófilo Piñeiro          | 1928-1931 | Ramiro López Rivas        | 1978-1984 |
| Juan A. Méndez del Marco | 1928-1939 | José Pedro Igoa           | 1979-1981 |
| Julio Guani              | 1929-1944 | Erik Colombo              | 1981-1982 |
| Pedro Aladio             | 1931-1934 | Sara Fons de Genta        | 1981-1985 |
| Juan Aguirre y González  | 1934-1940 | Juan José Silva Delgado   | 1983-1985 |
| Mariano Pereira Núñez    | 1935-1938 | Rafael Addiego Bruno      | 1984-1993 |
| Blas Vidal               | 1935-1938 | Jacinta Balbela de Delgue | 1985-1989 |
| Román Álvarez Cortés     | 1938-1941 | Nelson Nicoliello         | 1985-1989 |
| Zoilo Saldías            | 1938-1942 | Armando Tommasino         | 1985-1992 |
| Jaime Cibils Larravide   | 1940-1942 | Nelson García Otero       | 1985-1992 |
| Juan José Aguiar         | 1940-1948 | Jorge Pessano             | 1989-1990 |
| Amaro Carve Urioste      | 1941-1945 | Jorge Marabotto           | 1990-2000 |
| José B. Nattino          | 1942-1947 | Luis Torello              | 1991-1998 |
| Juan M. Minelli          | 1942-1949 | Raúl Alonso de Marco      | 1992-2002 |
| Eduardo Artecona         | 1944-1953 | Juan Mariño Chiarlone     | 1993-2001 |
| Enrique Armand Ugón      | 1945-1952 | Milton Cairoli            | 1993-2003 |
| Francisco Gamarra        | 1947-1953 | Gervasio Guillot          | 1998-2003 |
| Bolívar Baliñas          | 1949-1950 | Roberto Parga             | 2000-2007 |
| Álvaro Macedo            | 1949-1959 | Leslie Van Rompaey        | 2002-     |
| Rivera Astigarraga       | 1951-1961 | Daniel Gutiérrez          | 2002-     |
| Manuel López Esponda     | 1952-1962 | Pablo Troise              | 2003-2006 |
| Luis Alberto Bouza       | 1954-1964 | Hipólito Rodríguez Caorsi | 2003-2009 |
| Julio César De Gregorio  | 1954-1964 | Sara Bossio               | 2006-2008 |
| Esteban Ruiz             | 1962-1967 | Jorge Ruibal              | 2007-     |
| Hamlet Reyes             | 1962-1972 | Jorge Larrieux            | 2008-     |
| Emilio Siemens Amaro     | 1962-1972 | Jorge Chediak             | 2009-     |

## Ubicació
L'edifici del Tribunal Suprem de Justícia, ubicat al costat sud de la Plaça de Cagancha, va ser encarregat originalment per l'empresari Francisco Piria com a residència familiar, motiu pel qual se sol conèixer l'edifici com a Palau Piria. És obra de l'arquitecte francès Camille Gardelle.